# Neorthacheta
Neorthacheta is een geslacht van insecten uit de familie van de drekvliegen (Scathophagidae), die tot de orde tweevleugeligen (Diptera) behoort.

## Soort
- N. dissimilis (Malloch, 1924)